# Oxynoton
Oxynoton is een vliegengeslacht uit de familie van de roofvliegen (Asilidae).

## Soorten
- O. arnaudi Oldroyd, 1974
- O. francoisi Janssens, 1951